# Damernas dubbeljakt vid världsmästerskapen i nordisk skidsport 2011
Damernas dubbeljakt vid Skid-VM 2011 genomfördes den 26 februari 2011 i Holmenkollen, Norge. 
Distansen var 2 x 7,5 km. De första 7,5 kilometrarna åktes i klassisk stil, som följdes av ett skidbyte varefter de återstående 7,5 kilometrarna gick i fristil. Tävlingen startade 11:30 lokal tid (CET). Guldmedaljör blev Marit Bjørgen, Norge.

## Bana
Klassisk stilÅkarna kör först en halv 5 km kilometersslinga, följt av hela slingan, vilket blir 7,5 km.
FristilEfter skidbytet byter åkarna också bana till en kortare och lättare på 3,75 km med höjdskillnaden 58 m. På den banan åker man två varv.

## Tidigare världsmästare i dubbeljakt
| År   | Ort           | Mästare              |
| ---- | ------------- | -------------------- |
| 2001 | Lahtis        | Virpi Kuitunen       |
| 2003 | Val di Fiemme | Kristina Šmigun-Vähi |
| 2005 | Oberstdorf    | Julia Tjepalova      |
| 2007 | Sapporo       | Olga Zavjalova       |
| 2009 | Liberec       | Justyna Kowalczyk    |

## Resultat - topp 25
| Placering | Startnummer | Namn                    | Land      | Tid     |
| --------- | ----------- | ----------------------- | --------- | ------- |
| 1         | 2           | Marit Bjørgen           | Norge     | 38:08.6 |
| 2         | 1           | Justyna Kowalczyk       | Polen     | 38:16.1 |
| 3         | 4           | Therese Johaug          | Norge     | 38:17.4 |
| 4         | 5           | Charlotte Kalla         | Sverige   | 39:02.5 |
| 5         | 3           | Marianna Longa          | Italien   | 39:17.0 |
| 6         | 17          | Maria Rydqvist          | Sverige   | 39:17.4 |
| 7         | 18          | Nicole Fessel           | Tyskland  | 39:17.4 |
| 8         | 7           | Aino Kaisa Saarinen     | Finland   | 39:19.9 |
| 9         | 15          | Kristin Størmer Steira  | Norge     | 39:24.6 |
| 10        | 9           | Anna Haag               | Sverige   | 39:46.8 |
| 11        | 16          | Masako Ishida           | Japan     | 40:02.9 |
| 12        | 12          | Julia Tjekaleva         | Ryssland  | 40:05.5 |
| 13        | 22          | Evi Sachenbacher-Stehle | Tyskland  | 40:05.8 |
| 14        | 8           | Riitta Liisa Roponen    | Finland   | 40:06.9 |
| 15        | 11          | Marthe Kristoffersen    | Norge     | 40:07.7 |
| 16        | 13          | Katrin Zeller           | Tyskland  | 40:11.0 |
| 17        | 14          | Valentina Shevchenko    | Ukraina   | 40:37.9 |
| 18        | 20          | Riika Sarasoja          | Finland   | 40:50.7 |
| 19        | 6           | Arianna Follis          | Italien   | 40:51.3 |
| 20        | 27          | Barbara Jezeršek        | Slovenien | 40:57.1 |
| 21        | 19          | Alena Procházková       | Slovakien | 40:58.7 |
| 22        | 31          | Ivana Janečková         | Tjeckien  | 41:03.0 |
| 23        | 29          | Elena Kolomina          | Kazakstan | 41:03.3 |
| 24        | 37          | Elizabeth Stephen       | USA       | 41:03.5 |
| 25        | 32          | Holly Brooks            | USA       | 41:21.5 |